# Кендари
Кендари (индон. Kendari) — город в Индонезии. Находится на острове Сулавеси. Столица провинции Юго-Восточный Сулавеси.

## География
Город Kendari является город в Юго-Восточный Сулавеси , где земельная площадь холмистый до пляжа берега. . Как столица провинции Юго-Восточной Сулавеси, Kendari находится в 3º54'30 "- 4º3'11" SL и 122º23 »- 122º39 'El с широким кругом 295, 89 квадратных километров город Kendari граничит с:
- Soropia к югу район и Konawe район на севере.
- Kendari море на востоке.
- Moramo и Конда к югу район, Южная Konawe район на юге.
- Ranomeeto к югу район (Южная Konawe район) и Sampara ВС район (Konawe район) на западе.

С высоты около 30 м над уровнем моря, город Kendari входит в тропической зоне.Температура воздуха составляет около 19, 58 ° -32, 83 ° С при средней температуре 26, 20 ° С. Город Kendari имеет сезон дождей примерно в ноябре-марте, и сухой сезон примерно в мае-сентябре. В апреле и октябре, Kendari уже меняется климат / переходный период. В этот период, поток ветра непредсказуемы и дождь падение не распространены.
В административном Kendari владеет 64 мини subditsricts из 10 подрайонов, таких как:
1. Абели к югу район с столице Абели.
2. Baruga к югу район с столице Baruga.
3. Kendari к югу район с столице Kendai.
4. Запад Kendari к югу район с столице Бену-Бенуа.
5. Mandonga к югу район с столице Mandonga.
6. Poasia к югу район с столице Andounohu.
7. Kadia к югу район с столице Kadia.
8. WUA-АВП к югу район с столице WUA-АВП.
9. Kambu к югу район с столице Kambu.
10. Puwatu к югу район с столице Puwatu[1]

## История
Исторически, город Kendari существует с 19 -го века с столице Laiwoi царства. Kendari стал торговым городом на открытии торговой гавани в Кендари залива голландского правительства. Торговля была разработана, т.к. торговых навыков Bugis и Bajo племен, которые жили вокруг Кендари залива.
Затем город Kendari разработан как торгово-портовом городе. Это было транзитным портом торговых путей внутри Индонезия. В голландской колонизации, было столицей Kawedanan и Ander Afdeling Laiwoi. К этому времени Kendari продолжает развиваться и становится столицей Юго-Восточный Сулавеси.

## Культура
С 289 468 населения (по данным 2010 г.), большинство людей Кендари являются мусульманами. Kendari в обитал на Tolaki, Муна, Бутон, и Bugis племени. В то время как отечественные Кендари люди из Tolaki племени.
Культура большинство принадлежит Кендари происходит от культуры Tolaki племени. В повседневной жизни, Кендари люди используют понятие "КАЛО SARA» от культуры Tolaki, которая означает, благородные ценности Tolaki культуры, которая реализуется в каждом аспекте жизни. Например, в социальном взаимодействии, таможенного права, религии, этики и искусства. Для Кендари людей. КАЛО Сара балансировки агент в своей жизни, либо его горизонтального взаимодействия между людей, природы или Бога.
Рядом в социальном взаимодействии, культура города Kendari острова Сулавеси видно из его продукта культивирования, такие как свадебной церемонии, традиционном костюме, танцы и музыку. Kendari имеет несколько традиционных танцев, таких как Lulo, Mondotambe, Mekindohosi, и Моана танца. Те, танец, как правило, в сопровождении традиционной музыки и музыкального инструмента. Музыкальное искусство, как правило, использует инструменты из бамбука и гонг. Но в последнее время, эти инструменты будут заменены с помощью клавиатуры.
Кендари люди также известен как искусный серебра мастера. Они имеют свою собственную технику в принятии серебряные изделия ручной работы. Кроме того, они также делают деревянные ремесленничества, известные как Gembol ремесла. Это ремесло использует материал из различных лесу, как тик и сандалового дерева.

## Интересно
В августе 2006 года в Кендари был зафиксирован случай заражения человеком птичьим гриппом. Им оказался местный таксист.